# Yang Zhaoxuan
Yang Zhaoxuan (杨钊煊S, Yáng ZhāoxuānP; Pechino, 11 febbraio 1995) è una tennista cinese.

## Carriera
Nel circuito ITF ha vinto 15 titoli di cui 3 in singolare e 12 in doppio. Il 14 settembre 2015 ha raggiunto il miglior ranking nel singolare WTA, posizione nr 151; mentre il 30 gennaio 2023 ha raggiunto il miglior piazzamento mondiale nel doppio, entrando nella top10 al posto n.9.

## Statistiche WTA

### Doppio

#### Vittorie (7)
| Legenda               | Legenda      |
| --------------------- | ------------ |
| Grande Slam (0)       |              |
| Ori Olimpici (0)      |              |
| WTA Finals (0)        |              |
| WTA Elite Trophy (0)  |              |
| Dal 2009 al 2020      | Dal 2021     |
| Premier Mandatory (0) | WTA 1000 (1) |
| Premier 5 (0)         | WTA 1000 (1) |
| Premier (1)           | WTA 500 (1)  |
| International (3)     | WTA 250 (1)  |

| N. | Data              | Torneo                                   | Superficie  | Compagna                | Avversarie in finale            | Punteggio        |
| 1. | 6 marzo 2016      | Malaysian Open, Kuala Lumpur             | Cemento     | Varatchaya Wongteanchai | Liang Chen Wang Yafan           | 4-6, 6-4, [10-7] |
| 2. | 16 settembre 2017 | Japan Women's Open, Tokyo                | Cemento     | Shūko Aoyama            | Monique Adamczak Storm Sanders  | 6-0, 2-6, [10-5] |
| 3. | 24 febbraio 2018  | Dubai Tennis Championships, Dubai        | Cemento     | Chan Hao-ching          | Hsieh Su-wei Peng Shuai         | 4-6, 6-2, [10-6] |
| 4. | 5 gennaio 2019    | Shenzhen Open, Shenzhen                  | Cemento     | Peng Shuai              | Duan Yingying Renata Voráčová   | 6-4, 6-3         |
| 5. | 19 marzo 2022     | Indian Wells Open, Indian Wells          | Cemento     | Xu Yifan                | Asia Muhammad Ena Shibahara     | 7-5, 7-6(4)      |
| 6. | 7 agosto 2022     | Silicon Valley Classic, San Jose         | Cemento     | Xu Yifan                | Chan Hao-ching Shūko Aoyama     | 7-5, 6-0         |
| 7. | 27 maggio 2023    | Internationaux de Strasbourg, Strasburgo | Terra rossa | Xu Yifan                | Desirae Krawczyk Giuliana Olmos | 6-3, 6-2         |

#### Sconfitte (8)
| Legenda               | Legenda      |
| --------------------- | ------------ |
| Grande Slam (0)       |              |
| Argenti Olimpici (0)  |              |
| WTA Finals (0)        |              |
| WTA Elite Trophy (2)  |              |
| Dal 2009 al 2020      | Dal 2021     |
| Premier Mandatory (0) | WTA 1000 (1) |
| Premier 5 (1)         | WTA 1000 (1) |
| Premier (1)           | WTA 500 (0)  |
| International (2)     | WTA 250 (1)  |

| N. | Data              | Torneo                                   | Superficie  | Compagna           | Avversarie in finale            | Punteggio           |
| 1. | 12 giugno 2016    | Nottingham Open, Nottingham              | Erba        | Gabriela Dabrowski | Andrea Hlaváčková Peng Shuai    | 5-7, 6-3, [7-10]    |
| 2. | 24 settembre 2016 | Pan Pacific Open, Tokyo                  | Cemento     | Liang Chen         | Sania Mirza Barbora Strýcová    | 1-6, 1-6            |
| 3. | 6 novembre 2016   | WTA Elite Trophy, Zhuhai                 | Cemento (i) | You Xiaodi         | İpek Soylu Xu Yifan             | 4-6, 6-3, [7-10]    |
| 4. | 14 gennaio 2017   | Hobart International, Hobart             | Cemento     | Gabriela Dabrowski | Ioana Raluca Olaru Ol'ga Savčuk | 6-0, 4-6, [5-10]    |
| 5. | 30 settembre 2017 | Wuhan Open, Wuhan                        | Cemento     | Shūko Aoyama       | Chan Yung-jan Martina Hingis    | 6(5)-7, 6-3, [4-10] |
| 6. | 27 ottobre 2019   | WTA Elite Trophy, Zhuhai (2)             | Cemento (i) | Duan Yingying      | Ljudmyla Kičenok Andreja Klepač | 3-6, 3-6            |
| 7. | 13 marzo 2021     | Dubai Tennis Championships, Dubai        | Cemento     | Xu Yifan           | Alexa Guarachi Darija Jurak     | 0-6, 3-6            |
| 8. | 29 maggio 2021    | Internationaux de Strasbourg, Strasburgo | Terra rossa | Makoto Ninomiya    | Alexa Guarachi Desirae Krawczyk | 2-6, 3-6            |

## Circuito WTA 125

### Doppio

#### Vittorie (1)
| N. | Data           | Torneo               | Superficie  | Compagna   | Avversarie in finale     | Punteggio |
| 1. | 28 aprile 2019 | Kunming Open, Anning | Terra rossa | Peng Shuai | Duan Yingying Han Xinyun | 7-5, 6-2  |

#### Sconfitte (1)
| N. | Data             | Torneo                | Superficie | Compagna                | Avversarie in finale  | Punteggio |
| 1. | 15 novembre 2015 | Hua Hin Open, Hua Hin | Cemento    | Varatchaya Wongteanchai | Liang Chen Wang Yafan | 3-6, 4-6  |

## Statistiche ITF

### Singolare

#### Vittorie (3)
| Torneo $100.000 (0) |
| Torneo $80.000 (0)  |
| Torneo $75.000 (0)  |
| Torneo $60.000 (0)  |
| Torneo $50.000 (0)  |
| Torneo $25.000 (0)  |
| Torneo $15.000 (0)  |
| Torneo $10.000 (3)  |

| N. | Data             | Torneo                                                    | Superficie | Avversaria in finale | Punteggio   |
| 1. | 19 giugno 2011   | ITF Women's Circuit New Delhi, New Delhi                  | Cemento    | Kim Hae-sung         | 6-2, 6-0    |
| 2. | 17 agosto 2014   | ITF Women's Circuit Istanbul, Istanbul                    | Cemento    | İpek Soylu           | 7-6(4), 6-1 |
| 3. | 28 dicembre 2014 | Chevalier Hong Kong ITF Women's Circuit Series, Hong Kong | Cemento    | Zhu Lin              | 6-4, 6-4    |

#### Sconfitte (1)
| Torneo $100.000 (0) |
| Torneo $80.000 (0)  |
| Torneo $75.000 (0)  |
| Torneo $60.000 (0)  |
| Torneo $50.000 (0)  |
| Torneo $25.000 (1)  |
| Torneo $15.000 (0)  |
| Torneo $10.000 (0)  |

| N. | Data          | Torneo                  | Superficie | Avversaria in finale | Punteggio |
| 1. | 4 aprile 2015 | Pingshan Open, Shenzhen | Cemento    | Hsieh Su-wei         | 2-6, 2-6  |

### Doppio

#### Vittorie (12)
| Torneo $100.000 (2) |
| Torneo $80.000 (0)  |
| Torneo $75.000 (0)  |
| Torneo $60.000 (0)  |
| Torneo $50.000 (3)  |
| Torneo $25.000 (2)  |
| Torneo $15.000 (1)  |
| Torneo $10.000 (4)  |

| N.  | Data             | Torneo                                                    | Superficie  | Compagna     | Avversarie in finale               | Punteggio           |
| 1.  | 11 aprile 2010   | Ningbo Tennis Administrative Center, Ningbo               | Cemento     | Wang Yafan   | Lu Jiaxiang Yang Zijun             | 1-6, 6-2, [10-4]    |
| 2.  | 7 novembre 2010  | Smart ITF Women's Circuit, Manila                         | Cemento     | Wang Yafan   | Kim Ji-young Kim Jin-hee           | 6-4, 6(5)-7, [10-7] |
| 3.  | 19 febbraio 2012 | GD Tennis Academy, Antalya                                | Terra rossa | Zhang Kailin | Li Yihong Tang Haochen             | 7-6(6), 5-7, [10-8] |
| 4.  | 5 maggio 2013    | Seoul Open, Seul                                          | Cemento     | Liu Wanting  | Chan Chin-wei Zhang Nannan         | 6-2, 6-2            |
| 5.  | 28 dicembre 2014 | Chevalier Hong Kong ITF Women's Circuit Series, Hong Kong | Cemento     | Ye Qiuyu     | Hong Seung-yeon Kang Seo-kyung     | 6-4, 6-3            |
| 6.  | 15 febbraio 2015 | Delhi Open, New Delhi                                     | Cemento     | Tang Haochen | Hsu Ching-wen Lee Pei-chi          | 7-5, 6-1            |
| 7.  | 19 ottobre 2015  | Suzhou Ladies Open, Suzhou                                | Cemento     | Zhang Yuxuan | Tian Ran Zhang Kailin              | 7-6(4), 6-2         |
| 8.  | 4 aprile 2016    | Kashiwa Open, Kashiwa                                     | Cemento     | Zhang Kailin | You Xiaodi Zhu Lin                 | 7–5, 2–6, [11–9]    |
| 9.  | 30 maggio 2016   | Aegon Eastbourne Trophy, Eastbourne                       | Erba        | Zhang Kailin | Asia Muhammad Maria Sanchez        | 7-6(5), 6-1         |
| 10. | 13 giugno 2016   | Ilkley Trophy, Ilkley                                     | Erba        | Zhang Kailin | An-Sophie Mestach Storm Sanders    | 6–3, 7–6(5)         |
| 11. | 30 giugno 2017   | Southsea Trophy, Southsea                                 | Erba        | Shūko Aoyama | Viktorija Golubic Ljudmyla Kičenok | 6(7)–7, 6–3, [10–8] |
| 12. | 10 novembre 2018 | Shenzhen Longhua Open, Shenzhen                           | Cemento     | Shūko Aoyama | Choi Ji-hee Luksika Kumkhum        | 6-2, 6-3            |

#### Sconfitte (12)
| Torneo $100.000 (3) |
| Torneo $80.000 (0)  |
| Torneo $75.000 (1)  |
| Torneo $60.000 (0)  |
| Torneo $50.000 (3)  |
| Torneo $25.000 (2)  |
| Torneo $15.000 (0)  |
| Torneo $10.000 (3)  |

| N.  | Data              | Torneo                                           | Superficie  | Compagna                | Avversarie in finale             | Punteggio              |
| 1.  | 26 maggio 2012    | ITF Changwon Women's Challenger Tennis, Changwon | Cemento     | Zhang Kailin            | Liu Wanting Xu Yifan             | 4–6, 5–7               |
| 2.  | 14 ottobre 2012   | ITF Women's Circuit Suzhou, Suzhou               | Cemento     | Zhao Yijing             | Timea Bacsinszky Caroline Garcia | 5-7, 3-6               |
| 3.  | 15 settembre 2013 | ITF Women's Circuit Sanya, Sanya                 | Cemento     | Zhao Yijing             | Sun Ziyue Xu Shilin              | 7-6(5), 3-6, [3-10]    |
| 4.  | 22 febbraio 2014  | GD Tennis Cup, Adalia                            | Terra rossa | Li Yihong               | Pia König Sofija Kvacabaia       | 1-2, rit.              |
| 5.  | 28 giugno 2014    | ITF Women's Circuit Xi'an, Xi'an                 | Cemento     | Liang Chen              | Lu Jiajing Wang Yafan            | 3-6, 6(2)-7            |
| 6.  | 11 agosto 2014    | ITF Women's Circuit Istanbul, Istanbul           | Cemento     | Gao Xinyu               | Wang Yan You Xiaodi              | w/o                    |
| 7.  | 30 agosto 2014    | GD Tennis Cup, Adalia                            | Cemento     | Wang Yan                | Olena Fomina Christina Shakovets | 3–6, 1–6               |
| 8.  | 13 febbraio 2015  | Launceston Tennis International, Launceston      | Cemento     | Wang Yafan              | Han Xinyun Junri Namigata        | 4-6, 6-3, [6-10]       |
| 9.  | 24 aprile 2015    | ITF Women's Circuit Nanning, Nanning             | Cemento     | Ye Qiuyu                | Liu Chang Lu Jiajing             | 6–1, 1–6, [8–10]       |
| 10. | 8 maggio 2015     | Kunming Open, Anning                             | Terra rossa | Ye Qiuyu                | Xu Yifan Zheng Saisai            | 5-7, 2-6               |
| 11. | 7 maggio 2016     | Kunming Open, Anning                             | Terra rossa | Varatchaya Wongteanchai | Wang Yafan Zhang Kailin          | 7-6(3), 6(2)-7, [1-10] |
| 12. | 11 novembre 2017  | Shenzhen Longhua Open, Shenzhen                  | Cemento     | Shūko Aoyama            | Jacqueline Cako Nina Stojanović  | 4-6, 2-6               |